# Helina stuckenbergi
Helina stuckenbergi este o specie de muște din genul Helina, familia Muscidae, descrisă de Zielke în anul 1971.
Este endemică în Zimbabwe. Conform Catalogue of Life specia Helina stuckenbergi nu are subspecii cunoscute.